# Kokedama

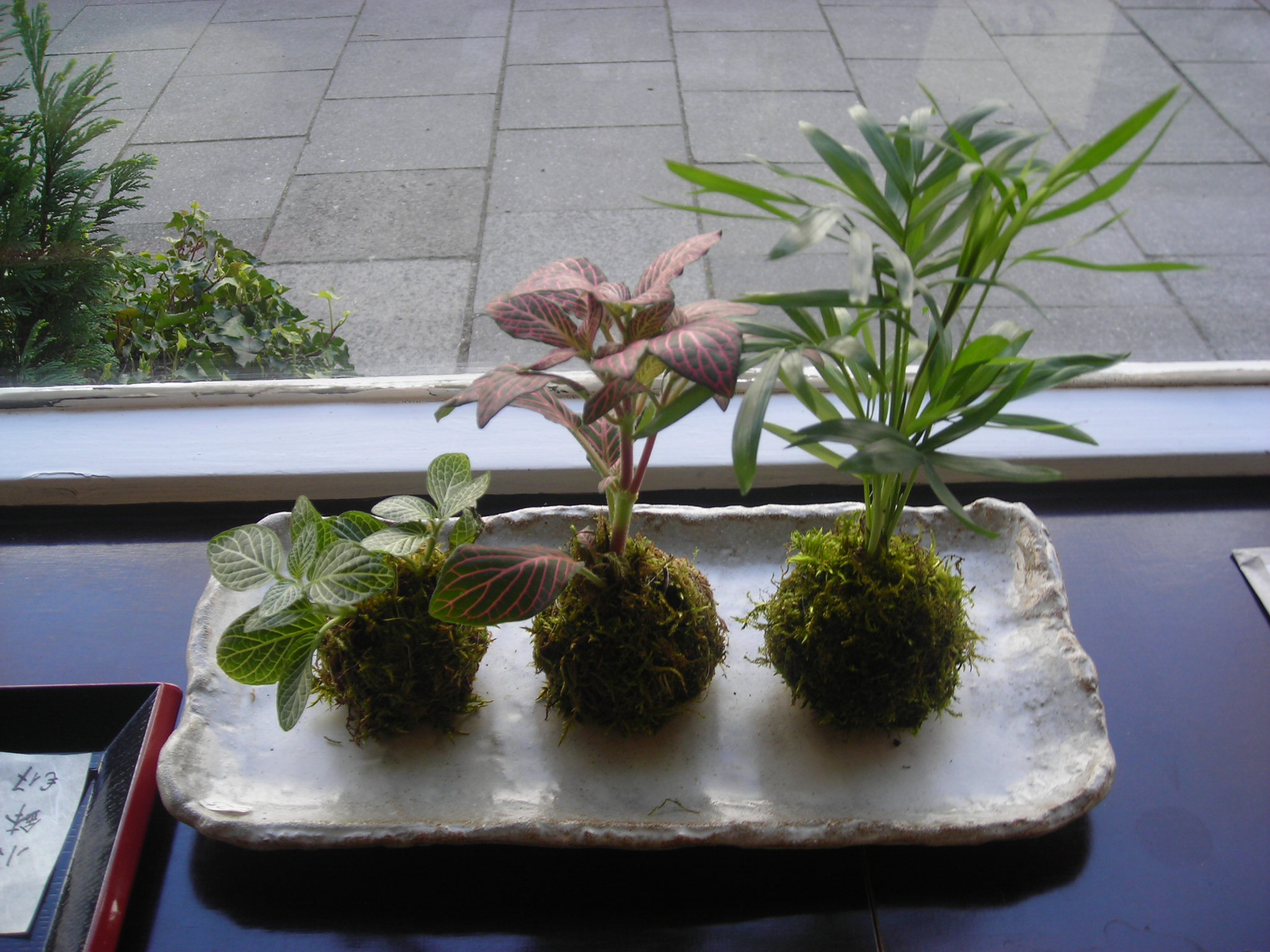
Kokedama

Kokedama (苔玉?  , en español, literalmente, "bola de musgo") es una técnica artesanal japonesa de cultivo de plantas muy popular, con más de 500 años de antigüedad, hermana a la del bonsái, y de técnicas como ikebana y kusamono, que intentando recrear un hábitat natural mediante una maceta viva permite llevar un poco de naturaleza a hogares y jardines de forma ecológica y decorativa.

## Características

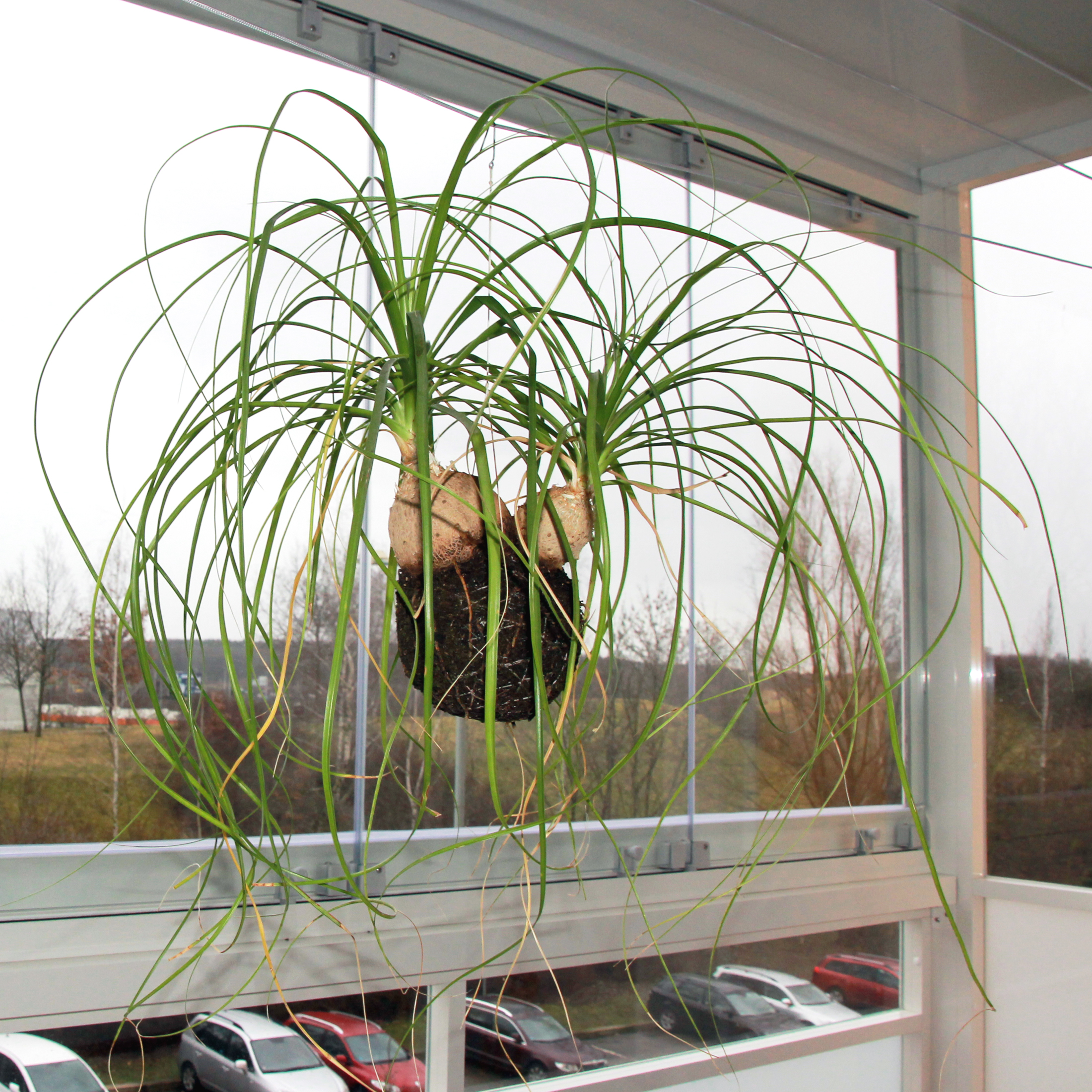
Kokedama in Praga

Consiste en una esfera compuesta usualmente por musgo, turba, akadama y arena de río, en la cual crece una planta. Las plantas utilizadas para el kokedama son muy variadas, suelen utilizarse diferentes arbustos, helechos, líquenes, árboles, plantas florales y plantas silvestres, hierbas aromáticas, cactus e incluso plantas carnívoras.
Se cultiva usualmente colgante, aunque en algunos casos sobre bandejas de arcilla o piedra. Al no poseer ningún tipo de contenedor el sustrato está expuesto en su totalidad. Por sus características tan especiales, da un efecto bastante innovador, moderno y poco convencional.

## Procedimiento
Para hacer un kokedama deben mezclarse turba y akadama en proporción 2/1, respectivamente. Colocar la planta en el centro y hacer una esfera con la tierra cubriendo las raíces. Por último se cubre el exterior de la bola con musgo vivo y se sujeta con hilo. El kokedama se cuelga en un lugar luminoso, sin sol directo y debe ser regado sumergiéndose en agua 3 veces por semana.